# تورينو دي سانغرو
تورينو دي سانغرو (بالإيطالية: Torino di Sangro)‏ هي بلدية في مقاطعة كييتي في إقليم أبروتسو الإيطالي.

## السكان
في سنة 1861 بلغ عدد السكان 4٬080 نسمة، وتطور العدد ليصل في سنة 2011 لـ 3٬041 نسمة.
يظهر هذا المخطط البياني تطور النمو السكاني لـ تورينو دي سانغرو